# IC 539
IC 539 — галактика типу Sc (компактна спіральна галактика) у сузір'ї Гідра.
Цей об'єкт міститься в оригінальній редакції індексного каталогу.